# 자비네 빈터
자비네 빈터(독일어: Sabine Winter, 1992년 9월 27일 ~ )는 독일의 탁구 선수다. 2010년 러시아 모스크바 세계선수권대회에서 단체 동메달을 획득하였다.